# Ветрилен папагал
Ветрилните папагали (Deroptyus accipitrinus), наричани също ястребови папагали, са вид птици от семейство Папагалови (Psittacidae), единствен представител на род Deroptyus.
Разпространени са в Амазонската екваториална гора. Имат тъмнокафяво лице с бели пръски, черна ивица около очите, зелени крила, страни и опашка и червено-сини гърди. Хранят се главно с плодове.